# Calatafimi-Segesta
Calatafimi-Segesta là một đô thị thuộc tỉnh Trapani, vùng Sicilia, Italia.
Tên mới đô thị này được đặt năm 1999 để làm nổi bật tên ngôi đền Segesta.